# Berryville (Arkansas)
Pour les articles homonymes, voir Berryville.
La ville de Berryville est le siège du comté de Carroll, dans l'Arkansas, aux États-Unis.

## Démographie
| 1880 | 1890 | 1900 | 1910 | 1920  | 1930  |
| ---- | ---- | ---- | ---- | ----- | ----- |
| 253  | 549  | 551  | 785  | 1 474 | 1 286 |

| 1940  | 1950  | 1960  | 1970  | 1980  | 1990  |
| ----- | ----- | ----- | ----- | ----- | ----- |
| 1 482 | 1 753 | 1 999 | 2 271 | 2 966 | 3 212 |

| 2000  | 2010  | - | - | - | - |
| ----- | ----- | - | - | - | - |
| 4 433 | 5 356 | - | - | - | - |

## Source
- (en) Cet article est partiellement ou en totalité issu de l’article de Wikipédia en anglais intitulé « Berryville, Arkansas » (voir la liste des auteurs).